# Eublemma dubia
Eublemma dubia is een vlinder uit de familie van de spinneruilen (Erebidae). De wetenschappelijke naam van deze soort werd voor het eerst voorgesteld als Mataeomera dubia door Arthur Gardiner Butler in een publicatie uit 1886.
De soort komt voor in Australië.